# Oceana Mackenzie
Oceana Mackenzie (ur. 11 lipca 2002) – australijska wspinaczka sportowa, olimpijka z Tokio 2020 i Paryża 2024, mistrzyni Oceanii seniorów i juniorów. Pochodzi z Warrandyte.

## Wyniki
| Impreza                      | Rok  | Gospodarz | bouldering | prowadzenie | na czas | łączna |
| ---------------------------- | ---- | --------- | ---------- | ----------- | ------- | ------ |
| Igrzyska olimpijskie         | 2021 | Tokio     | —          | —           | —       | 19     |
| Igrzyska olimpijskie         | 2024 | Paryż     | —          | —           | —       | 7      |
| Mistrzostwa świata           | 2018 | Innsbruck | 27         | 35          | 39      | 26     |
| Mistrzostwa świata           | 2019 | Hachiōji  | 31         | 41          | 22      | 29     |
| Mistrzostwa świata           | 2023 | Berno     | 7          | 45          | —       | 16     |
| Mistrzostwa Oceanii          | 2020 | Sydney    | —          | —           | —       | 01 !   |
| Mistrzostwa świata juniorów  | 2016 | Kanton    | 18         | 39          | 35      | —      |
| Mistrzostwa świata juniorów  | 2017 | Innsbruck | 15         | 9           | 31      | 9      |
| Mistrzostwa świata juniorów  | 2018 | Moskwa    | 8          | 29          | 14      | —      |
| Mistrzostwa Oceanii juniorów | 2016 | Sidney    | —          | 01 !        | —       | —      |
| Mistrzostwa Oceanii juniorów | 2017 | Numea     | 01 !       | 01 !        | 01 !    | —      |